# Barbadostangara
Barbadostangara (Loxigilla barbadensis) är en fågel i familjen tangaror inom ordningen tättingar.

## Utseende och läte
Barbadostangaran är en finkliknande fågel med knubbig och tjock näbb. Fjäderdräkten är en mix av subtila nyanser i brunt och grått. Den kan misstas för hona sisitangara, men denna har olivgrön rygg och är mindre. Sången består av ett snabbt "tsee-tsee-tsee-tsee" eller "tsit-tsit-tsit-tsit", ofta bestående av mellan fem och 15 toner. Bland lätena hörs vassa "tseet".

## Utbredning och systematik
Fågeln förekommer enbart på ön Barbados i Små Antillerna. Den behandlas som monotypisk, det vill säga att den inte delas in i några underarter.

### Familjetillhörighet
Liksom andra finkliknande tangaror placerades denna art tidigare i familjen Emberizidae. Genetiska studier visar dock att den är en del av tangarorna.

## Levnadssätt
Barbadostangaran hittas i trädgårdar, buskmarker och öppet skogslandskap. Där är en väl synlig fågel som är lätt att komma nära.

## Status
Fågeln har ett begränsat utbredningsområde, men beståndet anses vara stabilt. IUCN kategoriserar arten som livskraftig.